# Всероссийский земский союз

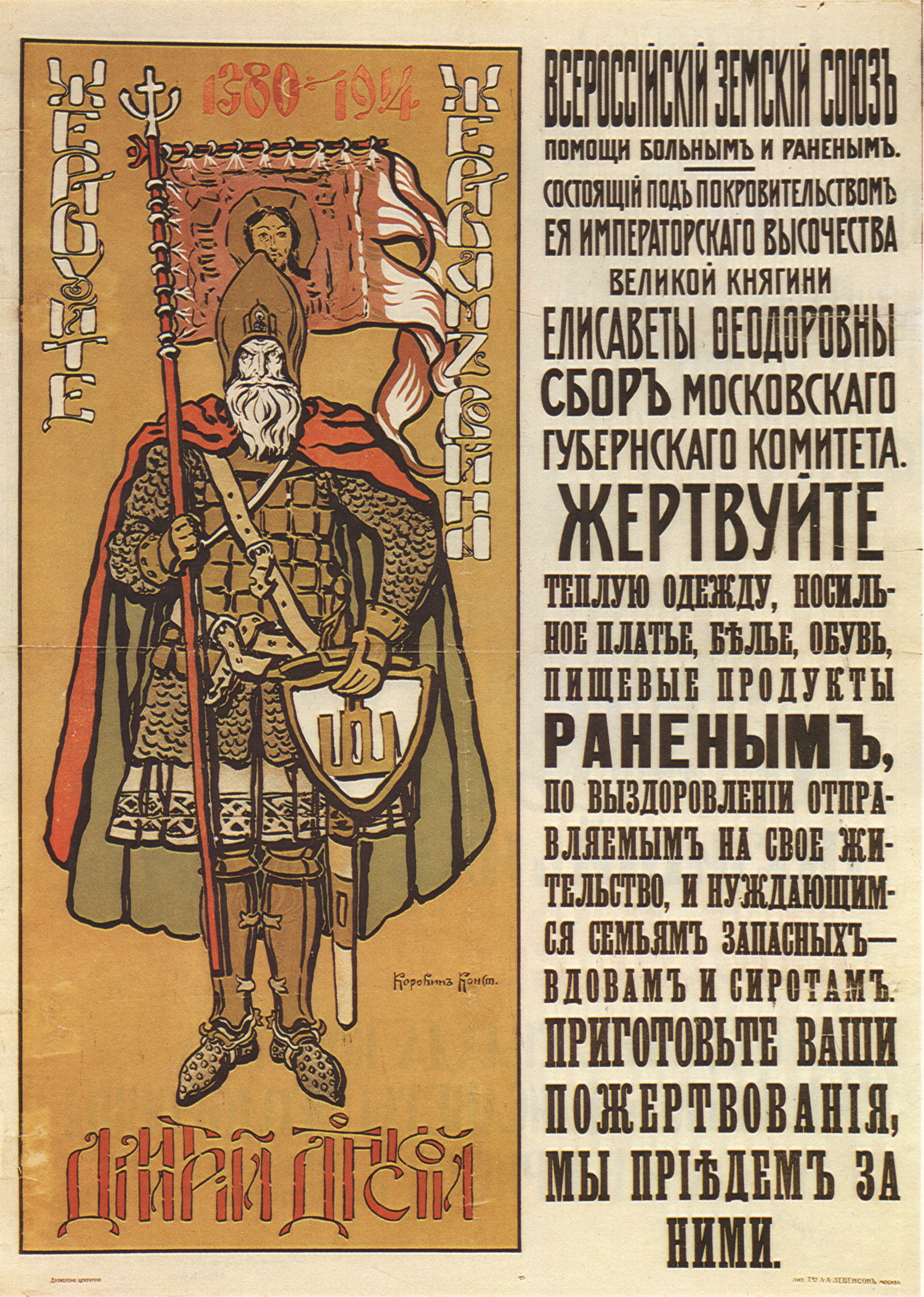
Плакат Всероссийского земского союза. 1914.

Всероссийский земский союз помощи больным и раненым воинам, состоящий под покровительством Ея Императорского Высочества Великой Княгини Елизаветы Федоровны — общественно-политическая организация, возникшая в августе 1914 года.

## Основание
Всероссийский земский союз был основан в Москве 30 июля 1914 на съезде уполномоченных губернских земств, подготовленном московским земством во главе с Ф. В. Шлиппе и с участием земских представителей от всей России. Возглавил союз главноуполномоченный, близкий к кадетам князь Г. Е. Львов.
11 августа 1914 года последовало Высочайшее утверждение Положения о Комитете Ея Императорского Высочества Великой княгини Елизаветы Федоровны. Комитету была поставлена задача устроить и объединить благотворительную помощь семьям лиц, призванных в армию на время военных действий как из запаса, так и из ополчения. Деятельность комитета распространялась на всю Европейскую и Азиатскую Россию, за исключением Петроградской губернии, Кавказа и Финляндии. В сеть комитета были объединены свыше 4000 мелких благотворительных учреждений. Всероссийский земский союз вошел в сеть органов Комитета как «Всероссийский земский союз помощи больным и раненым воинам, состоящий под покровительством Ея Императорского Высочества Великой Княгини Елизаветы Федоровны».
После отречения императора Николая II от престола и переговоров великой княгини с князем Г. Е. Львовым и комиссаром Временного правительства Н. М. Кишкиным работу Комитета и его органов, согласно телеграмме князя Г. Е. Львова от 9 марта 1917 года, можно было продолжить. Однако великая княгиня Елизавета Федоровна сняла с себя полномочия председательницы Комитета и его подразделений.

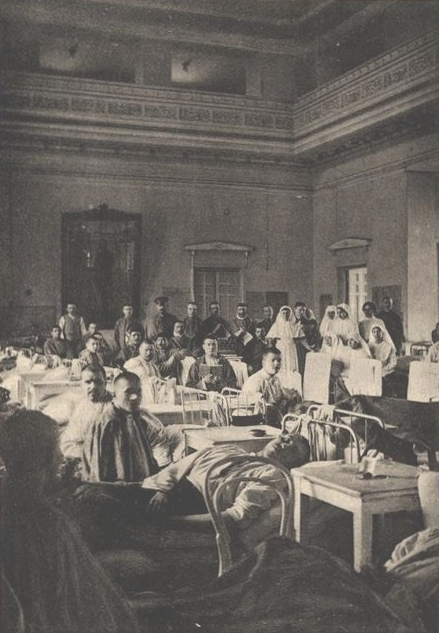
Госпиталь ВЗС в большом зале Русского Географического общества.

## Работа для фронта
Вначале союзы занимались главным образом помощью больным и раненым: оборудованием госпиталей, санитарных поездов, пунктов питания, заготовкой медикаментов, белья, обучением медицинского персонала. В дальнейшем они стали также выполнять заказы главного интендантства на одежду и обувь для армии, организовывали помощь беженцам.
Финансы Земского союза складывались, в основном, из правительственных субсидий, а также взносов местных организаций союзов и пожертвований. Работая на казённые деньги, союз не был связан никакими штатами, правилами или формальностями, в рамках которых действовали государственные организации.
С 1915 года земский и городской союзы участвовали в мобилизации кустарной промышленности для снабжения армии вооружением и снаряжением, создав с этой целью 10 июля 1915 объединённый комитет — Земгор.